# Paschalis Fangauer
Paschalis Fangauer (* 8. Januar 1882 in Egglfing als Johann Baptist Fangauer; † 16. April 1950 in Oksadok, Nordkorea) war ein deutscher Benediktinermönch und Märtyrer, der 1950 in Nordkorea umgekommen ist.

## Herkunft
Fangauer stammte aus einer kinderreichen, gottesfürchtigen Familie aus Egglfing im Landkreis Köfering. Seine Eltern waren Michael und Maria Fangauer (geb. Wankerl). 
Von den 11 Kindern traten sechs in ein Kloster ein: 
- Bruder Barnabas Fangauer (* 1876 als Michael Fangauer), Klostergärtner in St. Ottilien
- Schwester Blasia Fangauer (1879–1960), Oberin in Oberlochau, Bregenz
- Schwester Melissa Fangauer (1883–1957), Oberin im Blindenheim in Innsbruck und Zams
- Bruder Georg M. Fangauer (1887–1956), katholischer Priester
- Schwester Ermenfrieda Fangauer (1893–1977), Oberin im Kinderheim Waldsassen

## Wirken
Nach einer Gärtnerlehre bei der Gräfin Boos Waldeck und Absolvierung seines Militärdienstes folgte Fangauer am 15. Mai 1905 seinem Bruder Barnabas ins Kloster St. Ottilien, wo er den Ordensnamen Paschalis annahm und legte dort am 20. Oktober 1907 seine Profess ab. Am 7. November 1909 wurde er nach Seoul gesandt, um dort gemeinsam mit anderen Benediktinerbrüdern ein Kloster zu gründen. Das Kloster wurde 1913 zur Abtei ernannt und 1927 nach Tokwon bei Wŏnsan verlegt. Mit dem Ende des Zweiten Weltkrieges und der Besetzung Nordkoreas durch Truppen der UdSSR wurde das Gebiet kommunistisch. In der Nacht vom 9. zum 10. Mai 1949 wurde die Abtei von Kommunisten überfallen und Bruder Paschalis Fangauer in das Internierungslager Tschontschon bei Oksadok eingeliefert, wo er am 16. April 1950 auf Grund von Mangelernährung starb. Seit 2009 läuft das Seligsprechungsverfahren für Bruder Paschalis Fangauer; in diesem Sinne wurde für das persönliche Gebetsleben eine Novene verfasst.